# Acropora valida

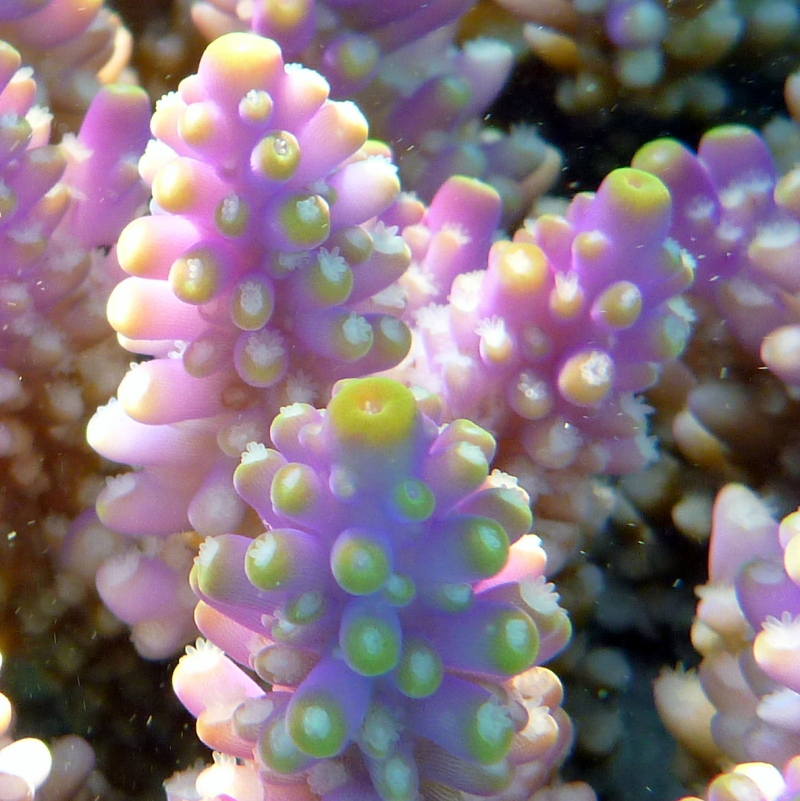
A. valida, detalle de coralitos coloración de la colonia: púrpura, con puntas amarillas y tentáculos blancos, comúnmente llamada Acropora tricolor. Upolu Reef, Queensland, Australia

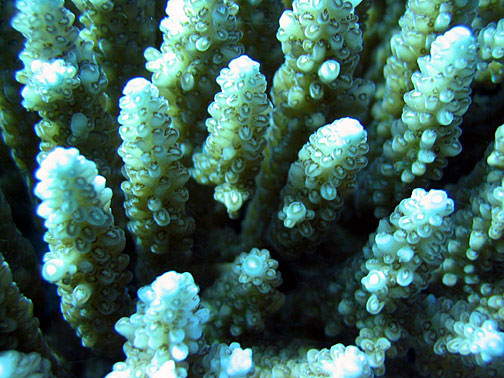
Vista de coralitos de A. valida, Samoa Americana

Acropora valida es una especie de coral que pertenece a la familia Acroporidae, orden Scleractinia. 
Su esqueleto es macizo y está compuesto de carbonato cálcico. Tras la muerte del coral, su esqueleto contribuye a la generación de nuevos arrecifes en la naturaleza, debido a que la acción del CO2 convierte muy lentamente su esqueleto en bicarbonato cálcico, sustancia ésta asimilable directamente por las colonias coralinas.
Es una especie común y muy ampliamente distribuida en el Indo-Pacífico tropical. En el Pacífico este no se descubrió hasta 1983, en Rocas del Horno, isla Gorgona, Colombia. Posteriormente se ha localizado también en Ecuador y Panamá.

## Morfología
La colonia crece en diversas formas, dependiendo del oleaje y la iluminación de su ubicación. Desde arbustos compactos en zonas de fuertes corrientes, hasta en forma de tabla plana en zonas protegidas. Las colonias alcanzan 1 m de ancho, aunque lo normal es que no excedan de 0'5 m. Las ramas principales de las colonias más viejas pueden crecer horizontalmente, en cuyo caso las sub-ramas se curvan desde las principales creciendo erguidas.
Los coralitos axiales son pequeños, y los radiales son de diversos tamaños, compactos o tubulares, hinchados y con aberturas pequeñas. Los coralitos situados en las partes inferiores de las ramas son más pequeños, más esparcidos y mayoritariamente inmersos en el coenosteum, o parte común del esqueleto.
Los pólipos de A. valida son muy pequeños, y presentan unas células urticantes denominadas nematocistos, empleadas en la caza de presas microscópicas de plancton.
A. valida presenta los siguientes colores: marrón, amarillo o crema, en ocasiones marrón con las puntas de las ramas púrpura o rosa, y los coralitos radiales amarillos.

## Hábitat
Habitan en los arrecifes de coral, por lo que requieren de aguas oligotróficas (pobres en nutrientes), bien oxigenadas, con baja carga de sedimento, de alta transparencia, y con una temperatura no menor a los 20 °C en su media anual.
Suelen vivir en zonas bien iluminadas y poco profundas, en un rango de 1 a 15 m, aunque se reportan localizaciones desde 0 hasta los 46 metros de profundidad, y en un rango de temperatura entre 24.54 y 29.24 °C.
Habitan diversos entornos del arrecife, en zonas intermareales ocurren en arrecifes planos exteriores, y en zonas submareales en el extremo y la cima de arrecifes sumergidos. Las colonias en áreas expuestas al oleaje son en forma de racimos compactos, y en áreas protegidas en forma de tabla.

## Distribución geográfica
Se distribuyen en aguas tropicales del océano Indo-Pacífico. Desde las costas orientales africanas, incluido el mar Rojo, hasta Colombia, en las costas americanas del Pacífico. 
Es especie nativa de Arabia Saudí; Australia; Baréin; Birmania; Camboya; Chagos; Cocos; Colombia; Comoros; Islas Cook; Ecuador; Egipto; Emiratos Árabes Unidos; Eritrea; Filipinas; Fiyi; Guam; Hawái (EE. UU.); India; Indonesia; Irán; Irak; Israel; Japón; isla Johnston; Jordania; Kenia; Kiribati; Kuwait; Madagascar; Malasia; Maldivas; islas Marianas del Norte; Islas Marshall; Mauritius; Mayotte; Micronesia; Mozambique; Nauru; Isla de Navidad; Nueva Caledonia; Niue; isla Norfolk; Omán; Pakistán; Palaos; Panamá; Papúa Nueva Guinea; Polinesia Francesa; Catar; Reunión; Samoa; Samoa Americana; Islas Salomón; Seychelles; Singapur; Somalia; Sudáfrica; Sri Lanka; Sudán; Taiwán (China); Tailandia; Tanzania; Tokelau; Tonga; Tuvalu; Vanuatu; Vietnam; Wallis y Futuna; Yemen y Yibuti.

## Alimentación
Los pólipos contienen algas simbióticas llamadas zooxantelas. Las algas realizan la fotosíntesis produciendo oxígeno y azúcares, que son aprovechados por los pólipos, y se alimentan de los catabolitos del coral (especialmente fósforo y nitrógeno). Esto les proporciona entre el 75 y el 95 % de sus necesidades alimenticias. El resto lo obtienen atrapando plancton microscópico y materia orgánica disuelta en el agua.

## Reproducción
Se reproducen asexualmente mediante gemación y por fragmentación, siendo este último el modo de reproducción cuando las ramas de las colonias se rompen debido a los temporales, y sus fragmentos originan nuevas colonias.
Sexualmente son hermafroditas simultáneos, lo que quiere decir que las colonias generan gametos masculinos y femeninos, lanzando simultáneamente al exterior sus células sexuales, siendo por tanto la fecundación externa. Los huevos una vez en el exterior, permanecen a la deriva arrastrados por las corrientes varios días, más tarde se forma una larva plánula que, tras deambular por la columna de agua marina, y en un porcentaje de supervivencia que oscila entre el 18 y el 25 %, según estudios de biología marina, cae al fondo, se adhiere a él y comienza su vida sésil, secretando carbonato cálcico para conformar un esqueleto, o coralito. Posteriormente, forman la colonia mediante la división de los pólipos por gemación.

## Mantenimiento
Como norma, las Acroporas son difíciles de mantener en cautividad.  
Una luz de moderada a alta satisfará a la mayoría de las colonias aclimatadas al acuario. La corriente deberá ser fuerte y alterna.
Es una especie poco agresiva con otros corales. Su rápido crecimiento en comparación con otras especies le ayuda a conseguir espacio y garantizar el acceso a la luz.
Se debe añadir micro plancton u otros preparados para animales filtradores, adaptados a sus pequeños pólipos.
Con independencia del resto de niveles de los parámetros comunes del acuario marino: salinidad, calcio, magnesio, dureza, etc., hay que mantener los fosfatos a cero y los nitratos a menos de 20 ppm. Algunos autores, con independencia de añadir oligoelementos (yodo, hierro, manganeso, etc.), recomiendan aditar estroncio hasta mantener un nivel de 10 ppm.
Se recomienda cambios de agua semanales del 5 % del volumen del acuario.

## Galería

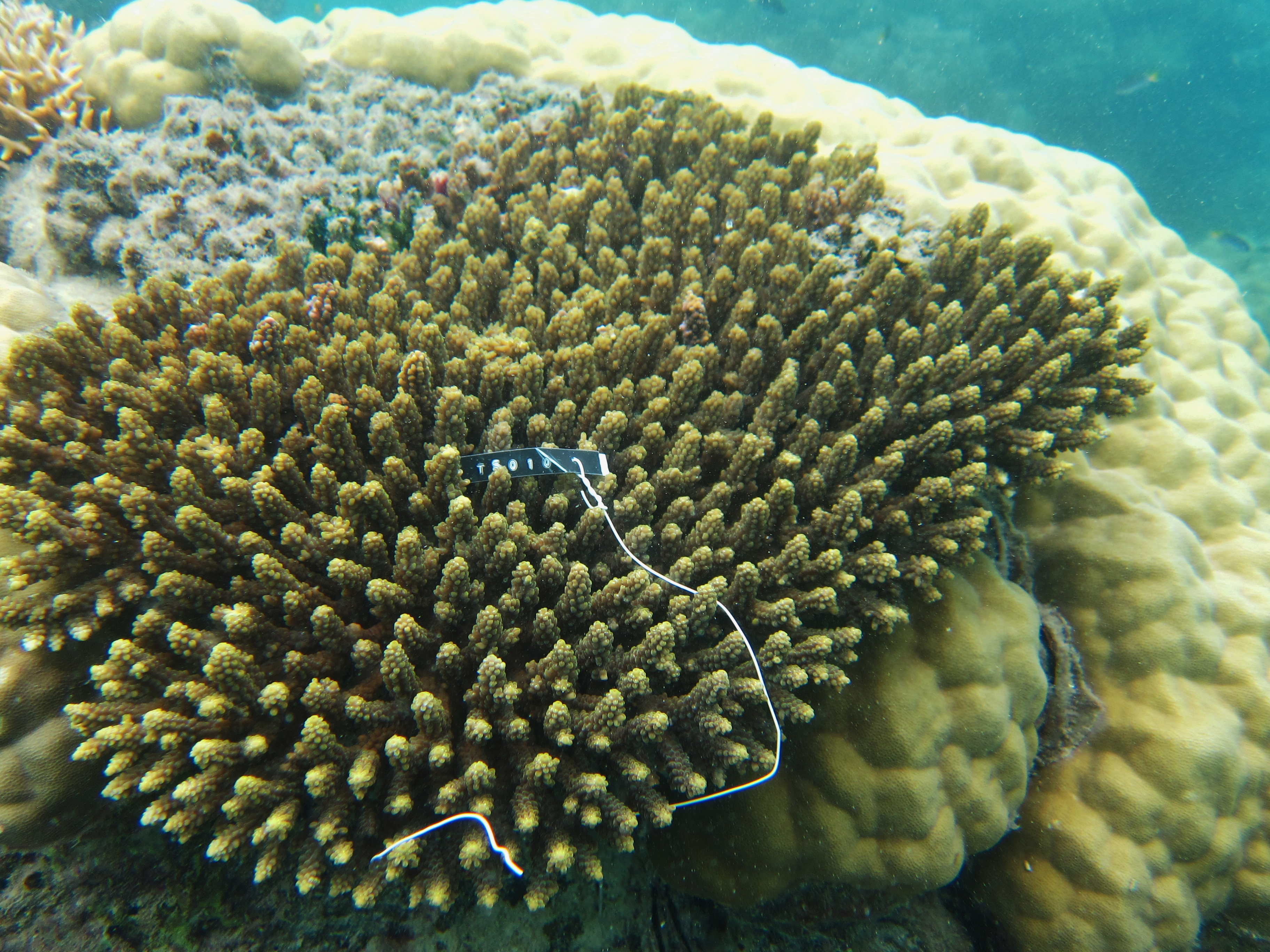
A. valida en isla Aureed, Australia
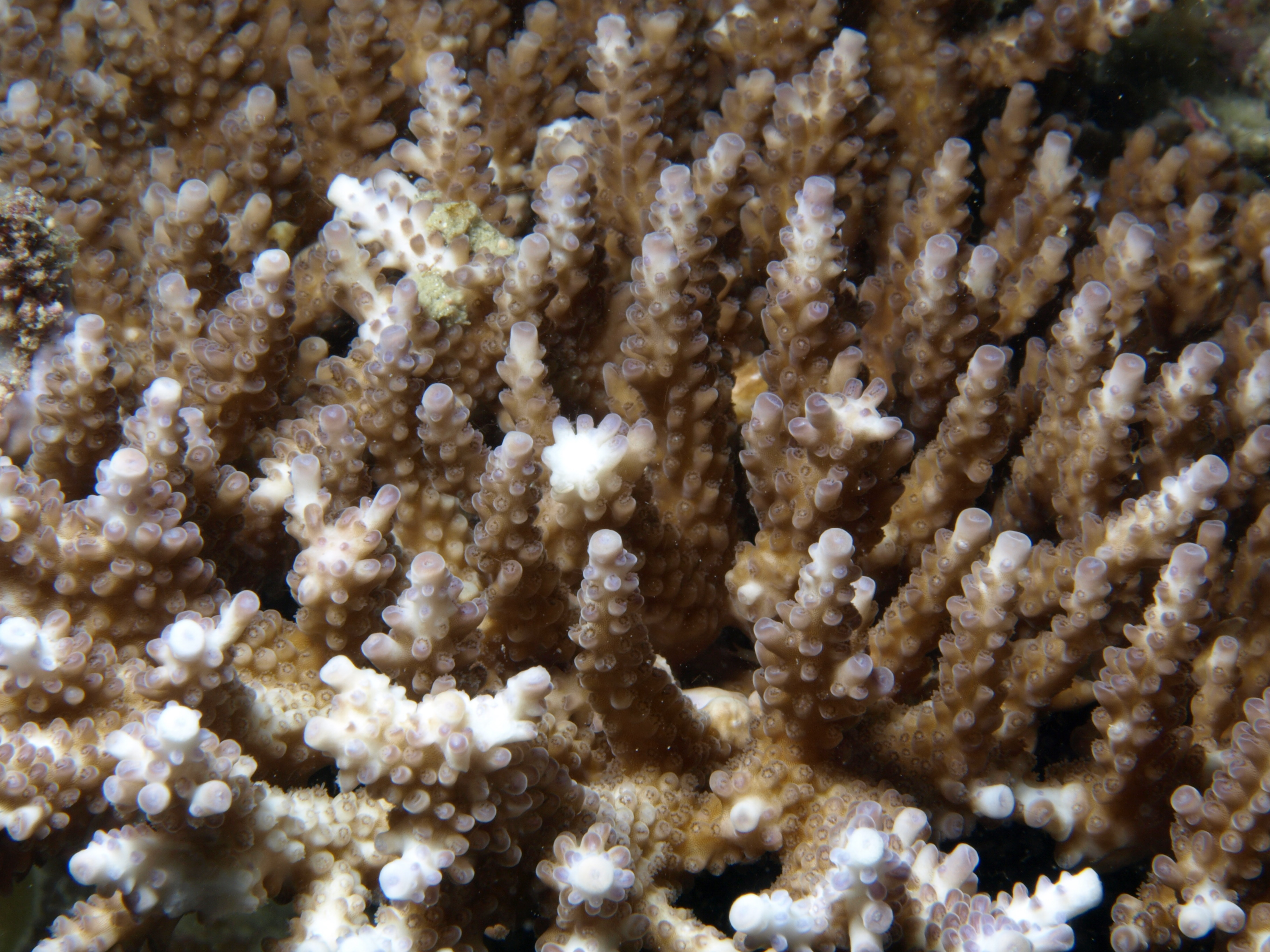
A. valida en isla Mer, Australia
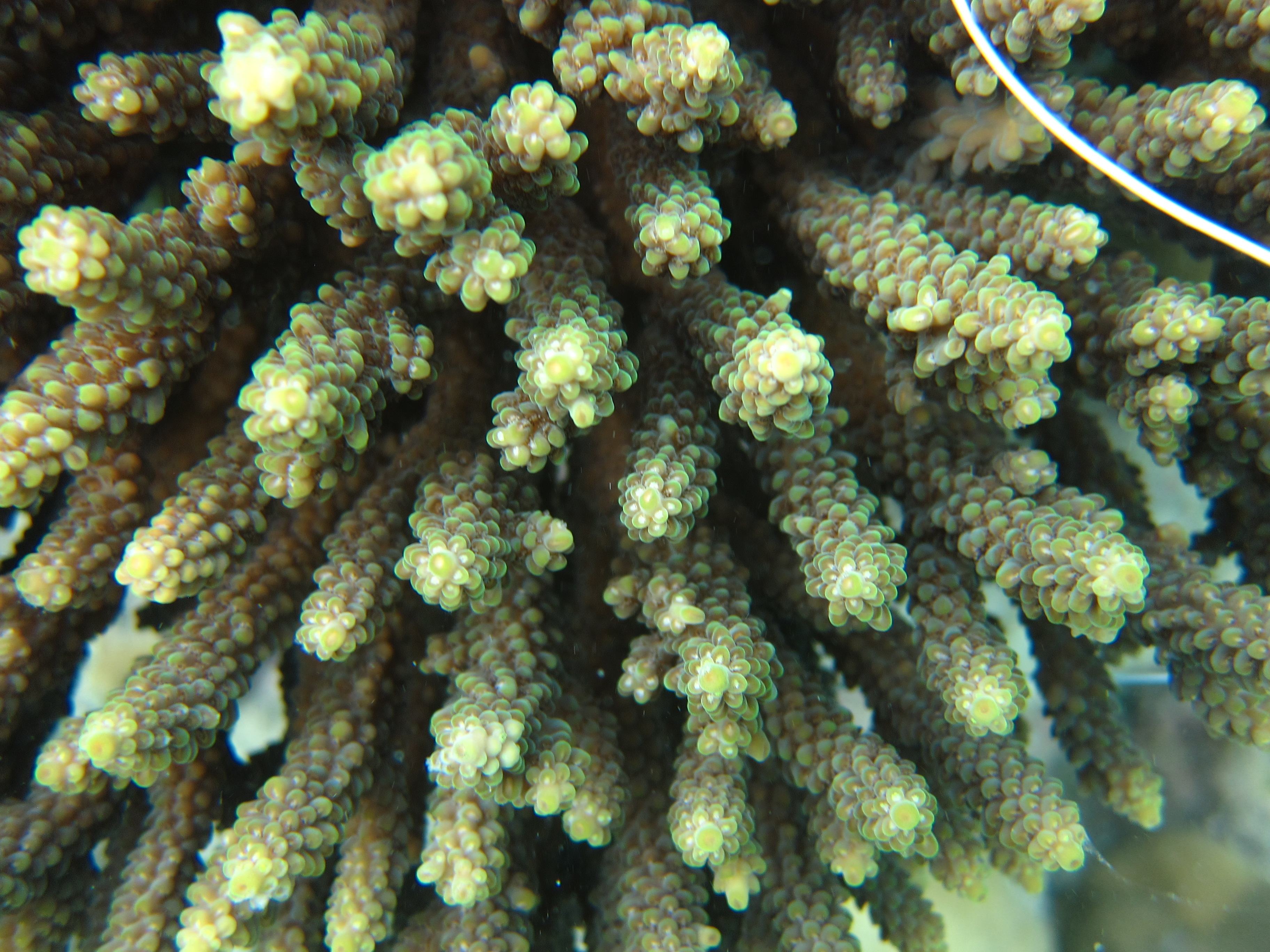
Vista superior de A. valida en isla Aureed, Australia
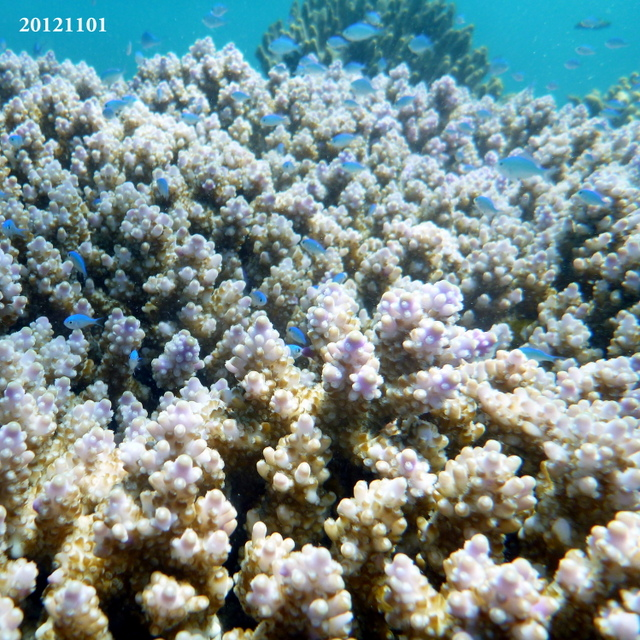
A. valida en isla Green, Australia
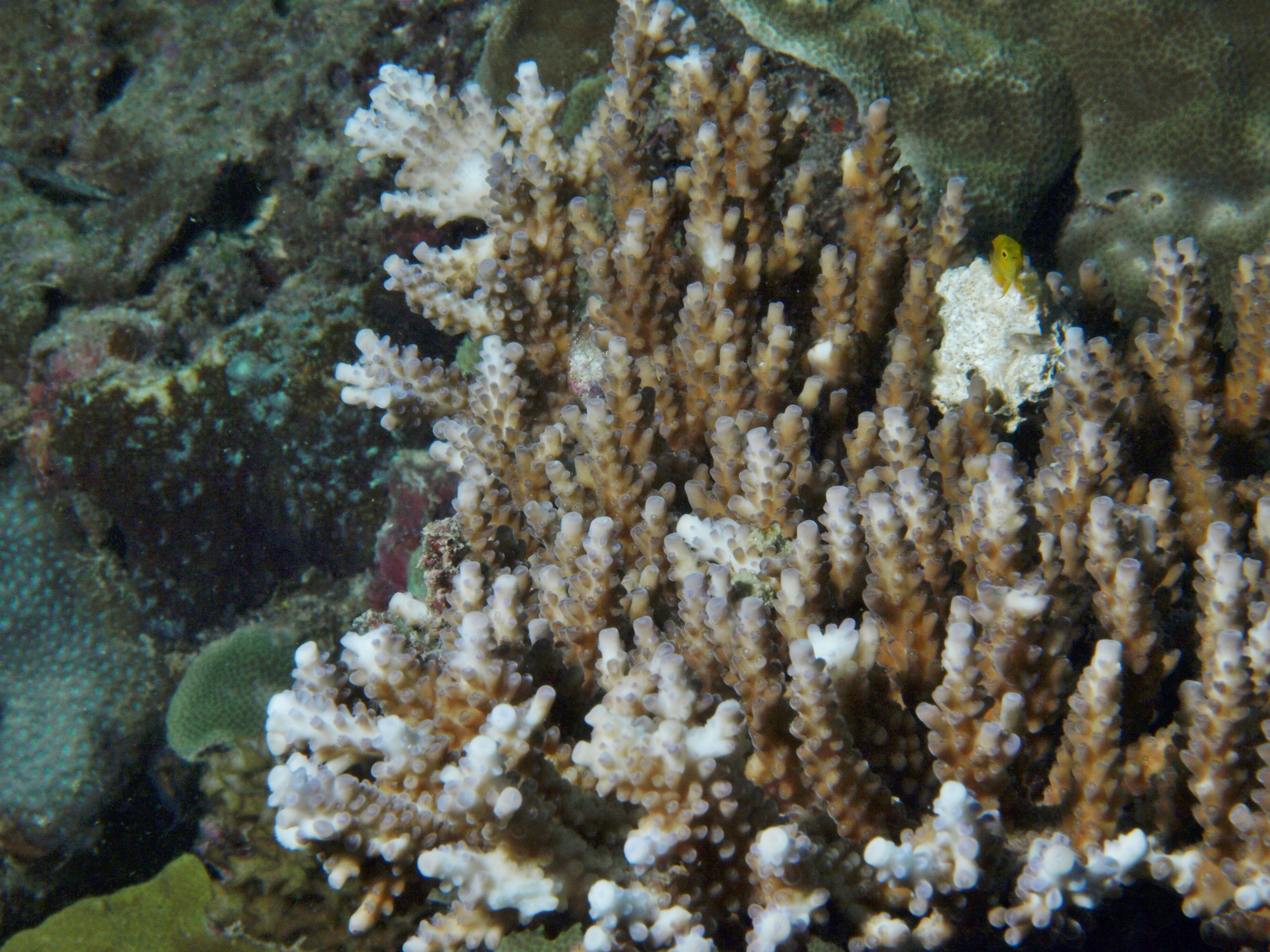
A. valida en isla Mer, Estrecho de Torres, Australia
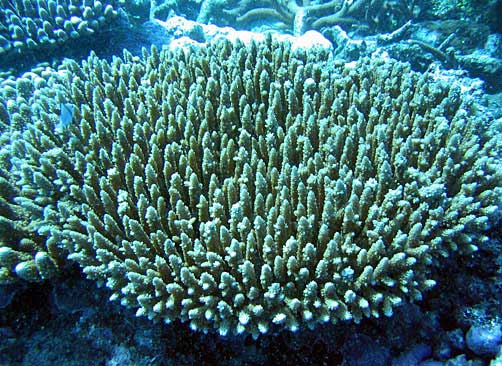
Colonias de A. valida en el Parque nacional de Samoa Americana
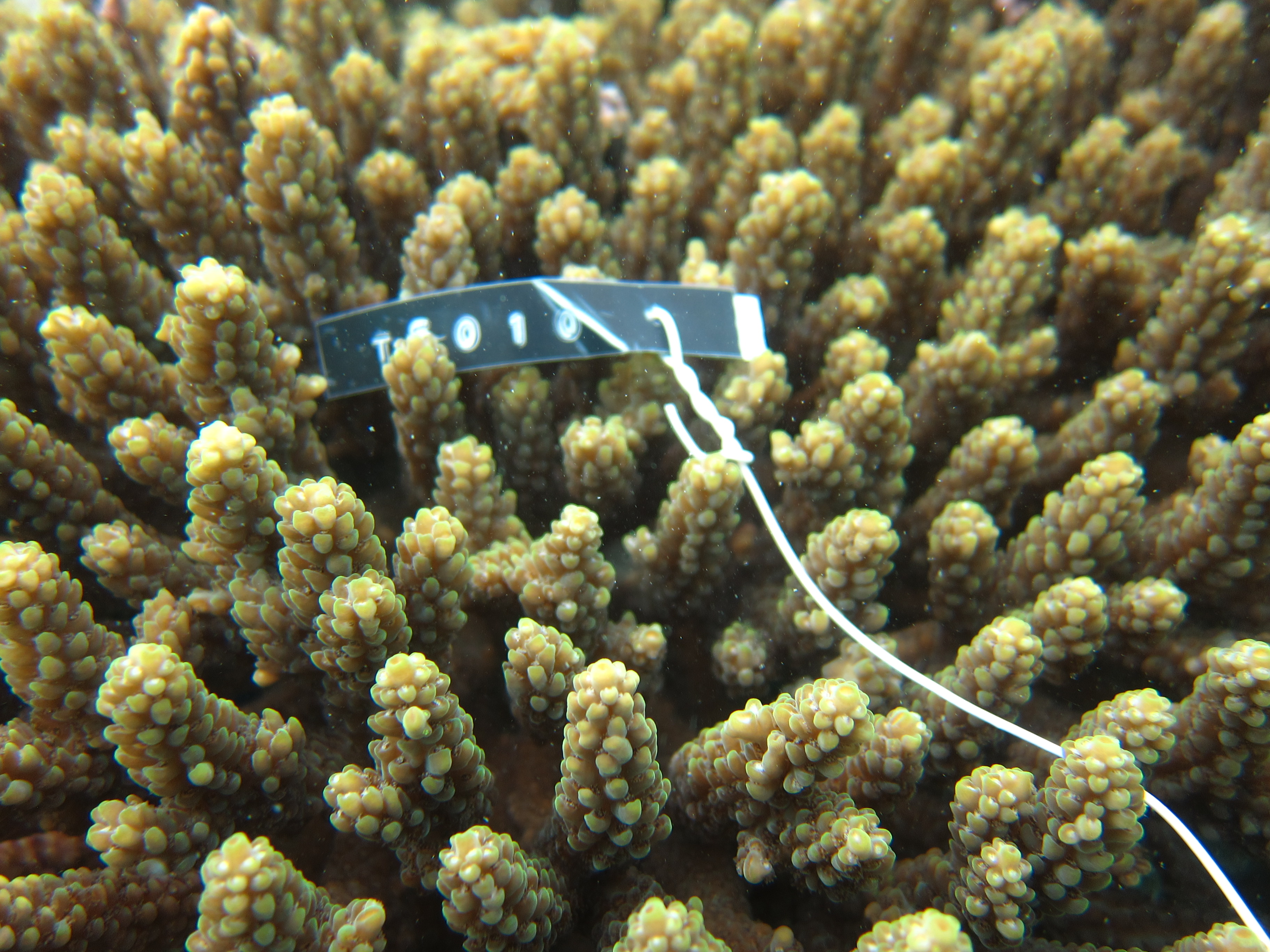
Vista superior de A. valida en isla Aureed, Australia